# ستاليتي
ستاليتي (بالإيطالية: Stalettì)‏ هي مدينة وكومونا في مقاطعة قطنصار بمنطقة قلورية، جنوب إيطاليا.